# Zemio
Zemio fou un sultanat de la zona sud-est de la moderna república Centreafricana, d'origen similar a altres estats de la zona com Bangassou, Rafai, Jabir, Mompoi i altres. Va ser la continuació del regne dels azande voungara a la zona entre els rius Chinko i Ouelle (Uele).

## Història

### Els regnes azande
Els zande-voungara van establir el seu regne al primer quart del segle xix de la mà de Nounga, un membre del clan zande dels angoura (branca dels anounga); el seu domini anava del nord (en la moderna prefectura de Mbomou) fins més enllà del riu Mbomou ja en territori de la moderna República Democràtica del Congo. La capital es va establir a la riba nord del Mbomou. A Nounga el va succeir vers 1835 Zangabirou, i a aquest Tikima vers el 1855. A la mort de Tikima va pujar al tron Zemio (Zemio-Ikpiro) que serà el primer sultà.
El 1881, el Mahdi es va aixecar contra el govern egipci del Sudan. Aquest esdeveniment va tenir un impacte significatiu en la zona; el Sudan es va dividir en dos bàndols: el mahdistes i el govern egipci. Aquesta oposició es va produir també al Bahr al-Ghazal i a la conca del Uele. La presència àrab no va cessar sinó que va esdevenir més feble, de manera que la majoria dels reietons azande (plural de zande) es van convertir en independents tant del govern egipci com dels mahdistes.

### L'Estat Lliure del Congo i els azande
Sembla que el rei Leopold II va pensar per primer cop en ocupar l'àrea del Uele el 1886, per por que la inestabilitat política al Bahr al-Ghazal pogués tenir una influència al Congo i que els traficants d'esclaus sudanesos, que venien del nord, anirien aprofundint més en el país fins a trobar-se amb els comerciants àrabs i swahilis que operaven a les Stanley Falls, ara Kisangani.
El gener de 1888, Vangèle va explorar el riu Bomu i una part del Uele. El mateix any, el rei Leopold II va decidir crear un nou districte a l'Estat Lliure del Congo: el Aruwimi-Uele. Al desembre de 1889, l'oficial belga J. Becker es va trobar amb el sultà Jabir al Basoko que li va proposar portar-lo al riu Uele, i el gener de 1890 Becker va arribar al sultanat de Jabir. L'abril del 1890, el primer establiment belga fou fundat a Jābir per Roget, Milz i Duvivier. Pas a pas, els sultans azande van fer contactes amb els representants l'Estat Lliure del Congo. Alguns d'ells, com Jabir, però també Rafai, Bangaso i Zemio, col·laboraven directament i de bon grau; altres com Mopoi, eren hostils als nouvinguts. Zemio fins i tot va ajudar els oficials belgues en les seves expedicions a Bahr al-Ghazal el 1892 i 1894
Després de 1894, ja que l'ocupació belga es va fer més i més eficaç, les reaccions d'alguns dels sultans azande va canviar. Entre ells, alguns sultans com Engwetra (un vassall de Jabir) el 1896, va encapçalar una rebel·lió contra l'Estat Lliure del Congo. En el mateix temps, el problema de la frontera amb els francesos i els territoris britànics a l'àrea van modificar la presència belga. Un tractat signat entre Leopold II i França el 14 d'agost de 1894, establia la renuncia del Congo als sultanats de Bangasso i Rafai, així com una part del de Zemio. Altres sultanats azande van ser ocupats pels britànics. Per un tractat del sultà Zemio i el Congo de 11 de desembre de 1894, la capital de l'estat es va establir a la riba sud del Mbomou i abandonava els seus drets als territoris de la riba nord.

### Protectorat francès
El 1909, Zemio va decidir establir-se al territori francès que havia estat seu, ja que el seu govern al sud no tenia cap poder doncs estava tot controlat pels belgues. Aquesta decisió fou seguida també per Mopia el 1911. Zemio va morir el 1912. El va succeir Zemio Mbomou que fou sultà fins al 1921, i llavors Momi. El 1923 el sultanat fou suprimit pels francesos.